# 한국형 수직발사장치
한국형 VLS(KVLS)는 대한민국이 독자 개발한 수직 미사일 발사기이다. 왕건함부터 장착되었고, 세종대왕급 구축함에도 장착되었고 마라도함에도 장착되어 있다.

## 역사
미국의 Mk.41 VLS과 같은 핫 론칭 시스템을 사용하고 있다. 반면에 철매의 경우는 콜드 론칭 시스템을 사용한다. 보관됨 2016-03-06 - 웨이백 머신
2018년 9월 14일, 잠수함용 KVLS를 최초로 장착한 SS-083 도산 안창호가 진수되었다.

## 종류
KVLS충무공이순신급 구축함
단축형 KVLS천왕봉급 상륙함
잠수함용 KVLS도산안창호급 잠수함

## 같이 보기
- 수직발사장치(VLS)
- 마크 41 VLS
- 실버 발사대 - 프랑스의 VLS